# Sara Jacobs
Sara Josephine Jacobs (Del Mar, 1 de febrero de 1989) es una política estadounidense que se desempeña como miembro de la Cámara de Representantes de los Estados Unidos por el 53.º distrito congresional de California. Su distrito incluye partes centrales y orientales de San Diego, así como suburbios del este como El Cajón, La Mesa, Spring Valley y Lemon Grove. Miembro del Partido Demócrata, es la congresista más joven de su partida en representación de California.

## Primeros años
Nació en Del Mar, California, el 1 de febrero de 1989, y se crio en San Diego. Es nieta del empresario y fundador de Qualcomm, Irwin M. Jacobs, e hija de Jerri-Ann y el filántropo Gary E. Jacobs. Su tío, Paul E. Jacobs, fue el ex CEO y presidente de Qualcomm. Jacobs se graduó de Torrey Pines High School y de la Universidad de Columbia, obteniendo una licenciatura en ciencias políticas en 2011 y una maestría en relaciones internacionales en 2012.
Después de obtener su maestría, Jacobs trabajó para las Naciones Unidas y la UNICEF. En febrero de 2014, comenzó a trabajar como contratista en el Departamento de Estado de los Estados Unidos. Luego se desempeñó como asesora de políticas en la campaña presidencial de Hillary Clinton en 2016. Después de las elecciones, Jacobs formó una organización sin fines de lucro llamada "San Diego for Every Child: The Coalition to End Child Poverty".

## Carrera
Se postuló como demócrata en las elecciones de 2018 para la Cámara de Representantes de los Estados Unidos en el 49.º distrito congresional de California. En la elección primaria general, terminó tercera, detrás de Diane Harkey y Mike Levin. El comité de acción política independientes de gastos exclusivos afiliado a EMILY's List lanzó una bomba mediática justo antes de las primarias después de que el abuelo de Jacobs donara $250,000 a la organización. Esto llevó a los principales oponentes a acusarla de "comprar" respaldos.
En 2020, Jacobs se postuló por el 53.º distrito congresional de California. Terminó primera en las dos primeras elecciones primarias, y derrotó a la presidenta del Concejo Municipal de San Diego, Georgette Gómez, en las elecciones generales de noviembre. Se convirtió en la representante más joven de los Estados Unidos proveniente de California cuando asumió el cargo el 3 de enero de 2021.
Durante sus campañas políticas, Jacobs ha recibido fondos significativos de su abuelo. Según OpenSecrets, Jacobs fue la quinta candidata más autofinanciada en las elecciones de Estados Unidos de 2020. Financió $6 921 255 para su campaña, constituyendo el 90,32% de las contribuciones totales de la campaña.
Después de la redistribución de distritos del censo de los Estados Unidos de 2020, Jacobs se postula por el 51.º distrito congresional de California.
En 2022, Jacobs fue autora de una legislación para regular la recopilación de datos personales de salud reproductiva, como en las aplicaciones de seguimiento del período. Mazie Hirono y Ron Wyden introdujeron una versión en el Senado de los Estados Unidos.
Junto con otros 16 miembros del congreso, Jacobs fue arrestada en una manifestación en apoyo del derecho al aborto fuera del edificio de la Corte Suprema de los Estados Unidos el 19 de julio de 2022.

## Posiciones políticas

### Cambio climático
Jacobs llama al cambio climático como "una de las mayores amenazas que enfrenta la humanidad". Ella plantea una economía de energía limpia y sin carbono para 2030.

### Liderazgo del Partido Demócrata
En 2022, Jacobs dijo que apoyaba que Nancy Pelosi permaneciera como presidenta de la Cámara de Representantes y Joe Biden siguiera siendo presidente.

### Atención médica
Jacobs apoya a Medicare for All.

#### COVID-19
Jacobs calificó la respuesta de la administración Trump al COVID-19 como "horriblemente mal manejada". Ella quiere responsabilizar a las empresas y las personas por la especulación de precios relacionada con el equipo de protección personal y los suministros de atención médica durante la pandemia.

### Inmigración
Jacobs apoya la inclusión de una disposición para otorgar la ciudadanía a los inmigrantes indocumentados que residen en los Estados Unidos y la aprobación de la Ley Dream. Ella apoya el aumento de los fondos para el sistema judicial relacionado con la inmigración y la reducción de los retrasos. Ella apoya la modernización de la seguridad fronteriza y la mejora de los tiempos de tránsito. Ella se opone a la política de separación familiar de la administración Trump y quiere poner fin a la financiación de los centros de detención privatizados. Ella quiere que Estados Unidos acepte al menos 95,000 refugiados anualmente y proteja a las personas con el estatus de protección temporal.

### Familias y niños
Jacobs apoya la ley de cuidado infantil es esencial, que tiene como objetivo pagar a los trabajadores de cuidado infantil un buen salario y ayuda a pagar el cuidado infantil para las familias trabajadoras.

### Reforma fiscal
Jacobs desea derogar los recortes de impuestos para los ricos en la ley de recortes de impuestos y empleos de 2017. Ella quiere "aumentar la tasa impositiva marginal más alta y garantizar que las tasas de ganancias de capital coincidan con eso, cerrar las lagunas en nuestro código tributario y asegurarse de que todos, incluidas las corporaciones, paguen su parte justa".

## Vida personal
Vive en el vecindario de Bankers Hill en San Diego. Ella es judía. Ella ha estado en una relación con Ammar Campa-Najjar (un excandidato demócrata para un distrito congresional vecino) desde 2019.